# Erioptera (Erioptera) gaspeana
Erioptera (Erioptera) gaspeana is een tweevleugelige uit de familie steltmuggen (Limoniidae). De soort komt voor in het Nearctisch gebied.